# Maycon de Jesús Santana
Maycon de Jesús Santana, meglio noto come Maycon (Adustina, 11 luglio 1992), è un calciatore brasiliano, attaccante dell'UNAN.

## Carriera
In carriera ha giocato 5 partite nella fase a gironi della CONCACAF Champions League.